# Ticklah
Victor Axelrod, meglio noto con lo pseudonimo Ticklah (Brooklyn, ...), è un musicista, disc jockey e produttore discografico statunitense.
Pubblicò nel 1998 il suo primo album, intitolato Polydemic. Successivamente, nel 2001, con l'uscita della raccolta Roots Combination, produsse alcune canzoni accreditate ad artisti fittizi sebbene siano opera sua. Alcune di queste canzoni sono state inserite nella colonna sonora del videogioco Grand Theft Auto: Chinatown Wars. L'album successivo, pubblicato interamente sotto il nome di Ticklah, fu Ticklah Vs. Axelrod, uscito nel 2007.